# 남부군구
남부군구는 이집트의 군관구 중 하나이다.

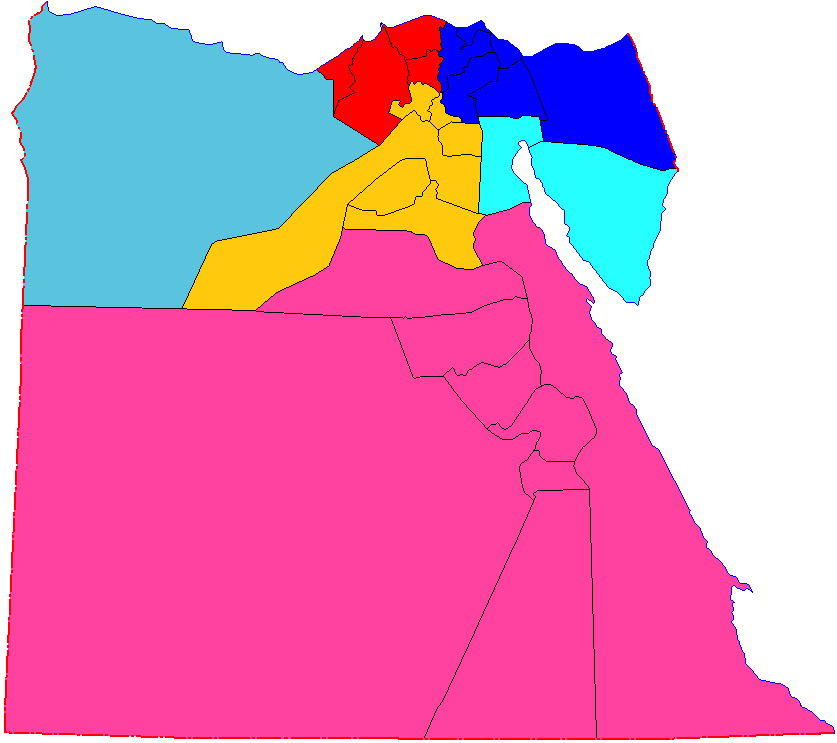
남부군구 (분홍색)

이집트의 군관구는 제2군, 제3군, 북부군구, 서부군구, 남부군구, 동부군구, 중앙군구가 있다.

## 통솔 구역
뉴밸리, 홍해주, 나일강 주변을 통솔한다.